# Лоєвський замок
Лоєвський замок — колишній замок, що існував у XIV — XVIII ст. на правому березі Дніпра. Побудований на місці стародавнього поселення Лоєва Гора милоградської культури та городища 11 — 13 ст. Він мав форму півкола діаметром близько 125 м, оточеного земляним валом та ровом. Замок неодноразово руйнувався кримськими татарами. Опис укріплень Лоєвського замку не зберігся. На карті М. Струбича на 1578 рік зображена висока оборонна вежа. Ймовірно, тут були традиційні дерев'яні вежі та городні стіни. Укріплення Лоєвського замку існували до приєднання Східної Білорусі до Російської імперії.
У 2001 році були зареєстровані герб і прапор Лоєва, там показано білий замок Лоєва .

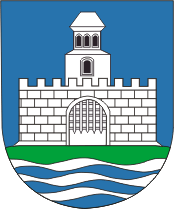
Герб Лоєва